# Нейкове
Не́йкове (раніше Ґнаденфельд, Найтове, Нойгоф, Нойґевег, Франкополь) — село Розквітівської сільської громади у Березівському районі Одеської області в Україні. Населення становить 433 осіб.

## Населення
Згідно з переписом 1989 року населення села становило 496 осіб, з яких 232 чоловіки та 264 жінки.
За переписом населення 2001 року в селі мешкали 433 особи.

### Мова
Розподіл населення за рідною мовою за даними перепису 2001 року:
| Мова       | Відсоток |
| ---------- | -------- |
| українська | 98,38 %  |
| російська  | 1,39 %   |

## Відомі мешканці

### Народились
- Маляров Анатолій Андрійович — український телережисер, письменник.